# Суперкубок Туркменістану з футболу 2013
Суперкубок Туркменістану з футболу 2013  — 8-й розіграш турніру. Матч відбувся 5 квітня 2013 року між чемпіоном і володарем кубка Туркменістану клубом Балкан та фіналістом кубка Туркменістану клубом МТТУ.
| Володар Суперкубка Туркменістану 2013 |
| ------------------------------------- |
|                                       |
| МТТУ Третій титул                     |

## Матч

### Деталі
| 5 квітня 2013 |

| Балкан       | 1:1      | МТТУ            |
| ------------ | -------- | --------------- |
| Байрамов 70' |          | Аманмамедов 90' |
|              | Пенальті |                 |
|              | 3:4      |                 |

| Туркменабат, Туркменабат Арбітр: Чаримурад Курбанов |